# Elezioni politiche in Italia del 1874
Le elezioni politiche in Italia del 1874 si sono svolte l'8 novembre (1º turno) e il 15 novembre (ballottaggi) 1874.

## Partecipazione al voto
|                  | 1º Turno | Ballottaggio  |
| ---------------- | -------- | ------------- |
| Votanti          | 318.517  | 151.592       |
| Elettori         | 571.939  | circa 292.084 |
| Affluenza        | 55,7%    | 51,9%         |
| Seggi proclamati | 271      | 237           |

## Risultati
| Liste                 | Voti    | %    | Seggi |
| --------------------- | ------- | ---- | ----- |
| Destra storica        |         | 33,3 |       |
| Sinistra storica      |         | 32,5 |       |
| Estrema               |         | 1,6  |       |
| Eletti non definibili |         | 0,1  |       |
| Altri                 |         | 32,5 |       |
| Totale                |         | 100  | 508   |
| Schede bianche/nulle  |         | 2,8  |       |
| Votanti               | 318.517 | 57,6 |       |
| Elettori              | 571.575 |      |       |